# Rue Roubo
Pour les articles homonymes, voir Roubo.
La rue Roubo est une voie du quartier Sainte-Marguerite du 11e arrondissement de Paris, en France.

## Situation et accès
La rue Roubo est une voie publique située dans le quartier Sainte-Marguerite du 11e arrondissement de Paris. Elle débute au 261, rue du Faubourg-Saint-Antoine et se termine au 40, rue de Montreuil.

## Origine du nom
Elle porte le nom d’André-Jacob Roubo (1740-1791), maître menuisier, auteur de L'Art du menuisier. Le quartier était habité par des fabricants de meubles.

## Historique
Cette voie est ouverte par décret du président de la République du 3 septembre 1850 et elle prend sa dénomination actuelle par décret du 10 octobre 1850.

## Bâtiments remarquables et lieux de mémoire
En 1867, le conspirateur mazzinien d’origine niçoise Henri Sappia (1833-1906) s’installe à Paris, au 10, rue Roubo, dans le faubourg Saint-Antoine, un quartier ouvrier voire révolutionnaire.

## voir aussi